# Reyhan Jamalova
Reyhan Jamalova (àzeri Reyhan Camalova) és una estudiant d'Azerbaijan. Mentre estudiava el novè grau al Liceu Istek de Bakú es va plantejar la idea d'inventar un dispositiu intel·ligent per tal de generar electricitat a partir de les gotes de pluja. Amb la seva companya Zahra Qasimzade, assistides pels seus tutors de física, treballaren durant quatre mesos fent càlculs i desenvolupant un dispositiu per recollir energia de l'aigua de pluja. L'Estat d'Azerbaijan va subscriure els costos inicials de la construcció: 34.100 manats (20.000 dòlars). Així va néixer Rainenergy, del que n'ha desenvolupat dos prototips.
Va ser la participant més jove en la vuitena Cimera Mundial d'Emprenedors celebrada a l'Índia el novembre de 2017, on va rebre ofertes per desenvolupar el seu prototip per a les Filipines, Índia, Malàisia i Indonèsia, i va rebre una menció especial en el discurs d'Ivanka Trump. També va guanyar una Menció d'Honor a la Conferència Model de l'ONU a Azerbaijan el 2017 i va arribar a la fase final de la competició a ClimateLaunchpad, la major competició d'idees sobre empreses ecològiques d'Europa. És el primer àzeri que entra a la llista Forbes. En 2018 fou inclosa en la llista 100 Women BBC.